# Threads (film)
Threads is een Britse tv-film uit 1984 die werd uitgezonden door de BBC en gaat over de gevolgen van een kernoorlog. De film werd geproduceerd door de BBC in samenwerking met Nine Network en Western-World Television Inc. De scriptschrijver was Barry Hines en de regisseur en producent was Mick Jackson. Het is een docudrama over de gevolgen van een kernaanval op de stad Sheffield in Noord-Engeland. Het plot vertelt het verhaal vanuit het standpunt van twee families, terwijl een confrontatie tussen de Verenigde Staten en de Sovjet-Unie escaleert. Wanneer de nucleaire uitwisseling tussen de NAVO en het Warschaupact begint laat de film de medische, economische, sociale en milieugerelateerde gevolgen van een kernoorlog zien.
De film werd gedraaid op een budget van £400,000 en was de eerste die een nucleaire winter in beeld bracht. De film werd vergeleken met het eerdere docudrama The War Game uit de jaren 60 en The Day After, die in 1983 uitkwam. Hij werd genomineerd voor zeven BAFTA-prijzen in 1985 en won de BAFTA voor Best Single Drama, Best Design, Best Film Cameraman en Best Film Editor.

## Rolverdeling
| Acteur           | Personage        |
| ---------------- | ---------------- |
| Paul Vaughan     | verteller        |
| Karen Meagher    | Ruth Beckett     |
| Reece Dinsdale   | Jimmy Kemp       |
| David Brierly    | Bill Kemp        |
| Rita May         | Rita Kemp        |
| Nicholas Lane    | Michael Kemp     |
| Jane Hazlegrove  | Alison Kemp      |
| Phil Rose        | Talbot           |
| Henry Moxon      | meneer Beckett   |
| June Broughton   | mevrouw Beckett  |
| Sylvia Stoker    | oa Beckett       |
| Harry Beety      | Clive J. Sutton  |
| Ruth Holden      | Marjorie Sutton  |
| Ashley Barker    | Bob              |
| Michael O'Hagan  | Hirst            |
| Phil Askham      | meneer Stothard  |
| Anna Seymour     | mevrouw Stothard |
| Fiona Rook       | Carol Stothard   |
| Steve Halliwell  |                  |
| Joe Holmes       | Langley          |
| Victoria O'Keefe | Jane             |
| Lesley Judd      | nieuwslezer      |
| Lee Daley        | Spike            |
| Marcus Lund      | Gaz              |
| Ian Parkinson    | radio-omroeper   |
| Tony Grant       | radio-omroeper   |

## Prijzen en nominaties
| jaar | prijs | categorie           | genomineerde(n)                           | uitslag     |
| ---- | ----- | ------------------- | ----------------------------------------- | ----------- |
| 1985 | BAFTA | Best Single Drama   | Mick Jackson                              | gewonnen    |
| 1985 | BAFTA | Best Design         | Christopher Robilliard                    | gewonnen    |
| 1985 | BAFTA | Best Film Cameraman | Andrew Dunn                               | gewonnen    |
| 1985 | BAFTA | Best Film Editor    | Jim Latham                                | gewonnen    |
| 1985 | BAFTA | Best Costume Design | Sally Nieper                              | genomineerd |
| 1985 | BAFTA | Best Make-Up        | Jan Nethercot                             | genomineerd |
| 1985 | BAFTA | Best Film Sound     | Graham Ross, John Hale, Donna Bickerstaff | genomineerd |